# Свєчников Сергій Васильович
Сергі́й Васи́́льович Свє́чников (21 липня 1926, Дніпропетровськ — 13 квітня 2017, Київ) — український фізик, член-кореспондент АН УРСР з 1973 року. Нагороджений Державною премією УРСР 1973 року, орденом орденом «Знак пошани» — 1971, Трудового Червоного прапора — 1976, Почесною відзнакою Президента України — 1992, орденом «За заслуги» II ступеня — 1998, трьома медалями. У січні 1988 року обраний академіком НАН України — оптоелектронне матеріалознавство.

## Життєпис
Син академіка АН УРСР В. М. Свєчникова.
Закінчив 1948 року Київський політехнічний інститут, працював у ньому з 1951 по 1961 рік. З 1961 працює в Інституті напівпровідників АН УРСР.
Директор Інституту фізики напівпровідників НАН України ім. В. Є Лашкарьова з 1991 року, зайняв посаду по академіку О. В. Снітку. Керував інститутом по 2003 рік — по ньому ректором стає академік В. Ф. Мачулін.
Основні наукові дослідження стосуються технології електроніки, фізичних основ розрахунку та конструювання газорозрядних приладів, біокібернетики, оптоелектроніки. Йому належать праці по вивченню внутрішнього фотоефекту в напівпровідниках під діянням рентгенівського і α-, β-, γ-іонізуючих випромінювань.
Автор більше 600 наукових праць, з них 16 монографій, автор та співавтор 106 авторських свідоцтв на винаходи.
1992 року визнаний кращим винахідником України.
Почесний академік АН прикладної радіоелектроніки Білорусі, Росії, України.
1994 — Соросівський професор, під його орудою захищено 19 докторських і 49 кандидатських дисертацій.
Помер у 90-річному віці 13 квітня 2017 року у Києві. Похований 15 квітня на Байковому кладовищі.

## Наукові досягнення
Деякі з зареєстрованих патентів:
- «Спосіб вимірювання сипучих матеріалів та пристрій для його реалізації», в співавторстві,
- «Пристрій для реєстрації інформації», в співавторстві,
- «Багатоелементний фотоприймач для перетворювачів лінійних та кутових переміщень в код», в співавторстві, зокрема, з Ушеніним Юрієм Валентиновичем,
- «Волоконно-оптичний перетворювач кутової швидкості обертання пучка променів».

## Витоки
- Хто є хто. Свєчніков Сергій Васильович
- Лексика
- Дніпропетровськ. Свєчников Сергій
- Патенти автора(рос.)
- Сайт кафедри мікроелектроніки
- Інститут Фізики напівпровідників ім. В. Є. Лашкарьова

| українська персоналія | Це незавершена стаття про особу, що має стосунок до України. Ви можете допомогти проєкту, виправивши або дописавши її. |